# 科斯秋科維奇
科斯秋科維奇（羅馬化：Kostyukovichi）是白俄羅斯東部莫吉廖夫州科斯秋科維奇區内的城市及该区的行政中心，處於州府莫吉廖夫東南160公里，毗鄰與俄羅斯接壤的邊境，2009年人口15,993。